# Azilal (stad)
Azilal (Berbers: ⴰⵥⵉⵍⴰⵍ) is een stad in het Atlasgebergte in Marokko. Azilal is de hoofdplaats van de gelijknamige provincie Azilal. In 2014 telde Azilal zo’n 30.000 inwoners.